# Syrphophagus parvus
Syrphophagus parvus är en stekelart som först beskrevs av Mercet 1921.  Syrphophagus parvus ingår i släktet Syrphophagus och familjen sköldlussteklar. Inga underarter finns listade i Catalogue of Life.